# Service provider
Service provider (abbreviato in SP, in italiano fornitore di servizi) è un'espressione inglese che indica imprese che erogano servizi di vario tipo (consulenze, lavorazioni, logistica, telefonia, telematica, ecc.) e appartenenti a settori differenti (legale, immobiliare, dell'educazione, delle comunicazioni, ecc.). Nel contesto legislativo italiano si è soliti tradurre "service provider" letteralmente, chiamando l'impresa "fornitore di servizi".
Nel settore dell'ICT talvolta si differenziano i vari service provider categorizzandoli fra i tipi I, II e III. 
I tre tipi di servizio sono stati definiti in maniera specifica nell'ITIL e nel Telecommunications Act del 1996.
- Tipo I: service provider interni
- Tipo II: service provider condivisi
- Tipo III: service provider esterni

I SP di tipo III offrono servizi a clienti esterni, dunque a volte vengono indicati con la sigla ESP.

## Alcune classi di service provider
- Application service provider
- Internet service provider
  - Wireless Internet service provider
  - Commercial service provider
- Managed service provider
- Storage service provider
- Enhanced service provider
- Payment service provider